# Jelizawieta Czernyszowa
Jelizawieta Czernyszowa, ros. Елизавета Чернышова (ur. 26 stycznia 1958 w Niżnym Tagile) – rosyjska lekkoatletka specjalizująca się w krótkich biegach płotkarskich. W czasie swojej kariery reprezentowała Związek Socjalistycznych Republik Radzieckich.

## Sukcesy sportowe
Największy sukces w karierze odniosła w 1989 r. w Budapeszcie, zdobywając złoty medal halowych mistrzostw świata w biegu na 60 metrów przez płotki. W tym samym roku wystąpiła w reprezentacji ZSRR podczas rozegranego w Gateshead drużynowego turnieju o Pucharu Europy, zajmując 3. miejsce w biegu na 100 metrów przez płotki.

## Rekordy życiowe
- bieg na 60 metrów przez płotki (hala) – 7,82 – Budapeszt 05/03/1989
- bieg na 100 metrów przez płotki – 12,68 – Wołgograd 10/06/1989